# Dictyna bispinosa
Dictyna bispinosa là một loài nhện trong họ Dictynidae.
Loài này thuộc chi Dictyna. Dictyna bispinosa được Eugène Simon miêu tả năm 1906.